# Kanton Montréal (Gers)
Der Kanton Montréal war bis 2015 ein französischer Kanton in der Region Midi-Pyrénées. Er lag im Arrondissement Condom des Départements Gers. Hauptort war Montréal.
Der die Wahlberechtigten aus neun Gemeinden umfassende Kanton war 241,62 km² groß und hatte 4967 Einwohner (Stand: 2012).

## Gemeinden
| Gemeinde            | Einwohner | Code postal | Code Insee |
| ------------------- | --------- | ----------- | ---------- |
| Castelnau-d’Auzan   | 1036      | 32440       | 32079      |
| Cazeneuve           | 127       | 32800       | 32100      |
| Fourcès             | 277       | 32250       | 32133      |
| Gondrin             | 999       | 32330       | 32149      |
| Labarrère           | 250       | 32250       | 32168      |
| Lagraulet-du-Gers   | 381       | 32330       | 32180      |
| Larroque-sur-l’Osse | 226       | 32100       | 32197      |
| Lauraët             | 207       | 32330       | 32203      |
| Montréal            | 1238      | 32250       | 32290      |